# Illa Gorgona
Gorgona és una illa de Colòmbia ubicada a 28 km a l'oest de la costa de l'oceà Pacífic. Juntament amb Malpelo, són les úniques illes de Colòmbia a l'oceà Pacífic. Gorgona té una longitud de 9 km per 2,5 km d'amplada, amb una extensió d'uns 26 km² aproximadament de superfície terrestre o insular, i 61.687,5 ha d'àrea marina.
Administrativament pertany al municipi de Guapi, al departament del Cauca. Va ser descoberta per Bartolomé Ruiz l'any de 1526; el seu nom inicial va ser San Felipe però li va ser canviat per Francisco Pizarro pel fet que la gran quantitat de serps a l'illa que li recordaven a les Gorgones de la mitologia grega els qui, en lloc de cabells, portaven serps al cap.

## Geografia

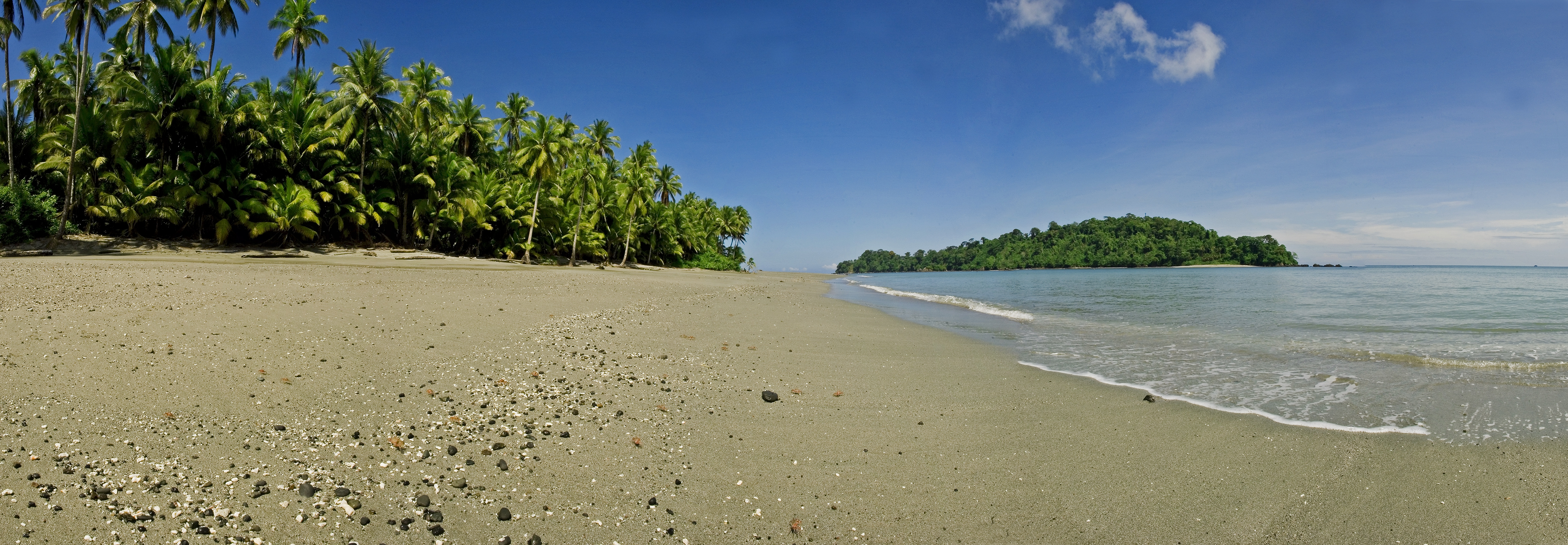
L'illa Gorgonilla vista des de les platges de Gorgona

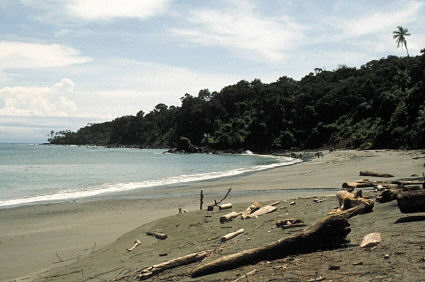
Platges de Gorgona

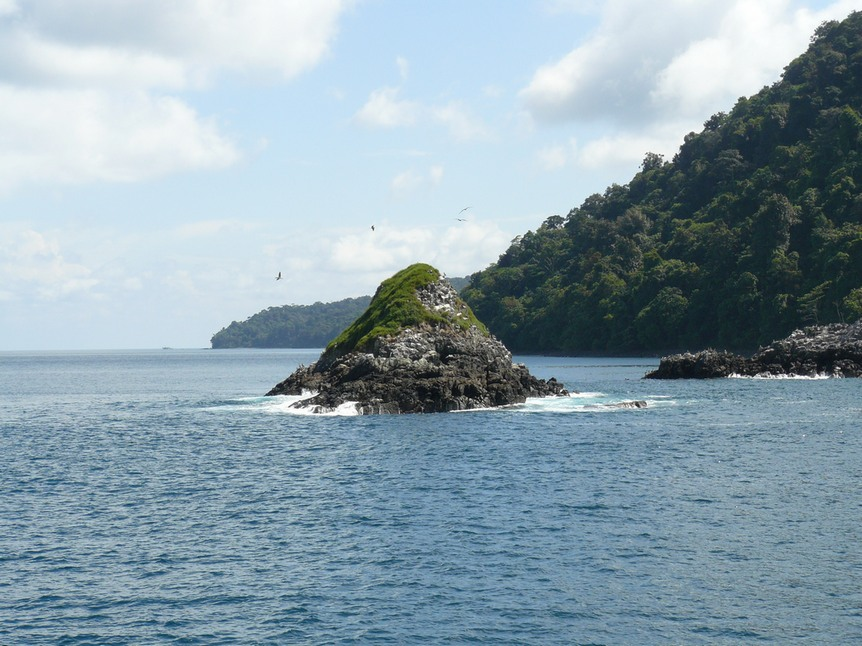
Illot El Horno.

El relleu de Gorgona és muntanyós. El seu punt més alt és el turó La Trinidad, amb una alçada de 338 msnm. Formant la columna vertebral de l'illa es troben, a més de La Trinidad, els turons Los Micos, La Esperanza i El Mirador.
Al costat oriental hi ha platges de sorra blanca, amb presència de corals, mentre al costat occidental es donen penya-segats assotats pel mar. Això es deu al fet que a l'est de Gorgona l'oceà és més tranquil que a l'oest i, per tant, permet afloraments de corall que protegeixen les platges de la constant erosió marina. La platja Pizarro es localitza al nord-est de Gorgona i se suposa el lloc on Francisco Pizarro va desembarcar.
Al sud-oest de l'illa Gorgona se situa una altra illa molt més petita anomenada illa Gorgonilla, l'altura màxima de la qual és de 90 msnm, i tres illots més, dels quals el més gran es diu «El Viudo». Aquestes illes estan separades de Gorgona pel pas de Tasca, d'uns 400 metres de longitud i uns 5 a 10 m de profunditat. Abans es podia creuar el pas a peu durant la marea baixa, però a causa de l'enfonsament del sòl marí a causa del terratrèmol del 1980 ja no és possible.
Al nord-est hi ha l'illot Rocas del Horno, separat de Gorgona pel «pas del Horno».